# ZynAddSubFX
ZynAddSubFX es un sintetizador de software de código abierto para GNU/Linux, Mac OS X y Microsoft Windows y es considerado Software libre.
Para generación de sonido tiene tres métodos de sintetizado que combinan síntesis aditiva, síntesis substractiva, Fourier y otros métodos de síntesis.
No se usan samples externos para producir el sonido; Todo está hecho mediante síntesis.
El sintetizador tiene efectos como Reverberación, eco, chorus, Distorsión, Ecualización y otros, y soporta afinación Microtonal
El autor de ZynAddSubFX es un programador Rumano, Nasca Octavian Paul. El proyecto empezó en marzo del 2002 y la primera versión pública fue la versión 1.0.0 del 25 de septiembre de 2002.
Una limitada versión para Mac OS X fue lanzada por Ben Powers.
Una implementación portada a VST  está disponible, siendo mantenida por jackoo [Vlad Ionescu] en los KVR Audio Forums. La versión VST permanece en desarrollo beta, pero ha sido testeada con host VST como VSTHost, EnergyXT 1.41, Cubase y Reaper.
La última versión cuenta con un mecanismo de "MidiLearn" (que permite a los usuarios asignar CC mensajes de cambio a varios controles), y varias salidas.

## Generación de Sonido
ZynAddSubFX combina importantes y diferentes métodos de síntesis de audio para crear sonidos: Síntesis aditiva por el motor ADDSynth, Síntesis substractiva por el motor SUBSynth, y un algoritmo original usado para generar Síntesis mediante tabla de ondas en el motor PADSynth. engine.

## Soporte
La página oficial de soporte es destacada en los KVR Audio forums: ZynAddSubFX support